# Martin Peikert
Martin Peikert (* 5. April 1901 in Zug; † 3. September 1975 ebenda) war ein Schweizer Künstler (Maler, Grafiker, Zeichner). Er arbeitete in Vevey und Zug und war vor allem für seine Tourismusplakate und -broschüren bekannt.

## Leben
Martin Peikert wuchs in Zug als Zweitältester mit drei Geschwistern auf. Sein Vater, der Architekt Carl Peikert, stammte aus Grünberg in Schlesien (heute polnisch). Die Mutter, ebenfalls Deutsche, stammte aus Cannstatt (heute Stuttgart). 1899 kam die Familie in die Schweiz und liess sich in Zug nieder. Der Vater eröffnete ein Architekturbüro und eine Schreinerei. Das Geschäft lief gut. Carl Peikert machte sich in der Innerschweiz vor allem mit vorfabrizierten Bauten einen Namen. Die Kinder erhielten eine solide Ausbildung.
Nach der obligatorischen Schule in Zug besuchte Martin Peikert einige Zeit die Minerva-Schule in Zürich. Angesichts seiner Berufung für die Kunst leiteten ihn die Eltern in Richtung Werbezeichner und fanden für ihn eine Lehrstelle in einem Zürcher Atelier. Als Peikert 16 Jahre alt war, starb sein Vater. 1920 verbrachte er ein Jahr in Genf, wo er seine erste künstlerische Ausbildung an der École des Beaux-Arts erhielt. Er schloss mit der Bestnote ab, was ihn in seiner Berufswahl bestärkte. Fern von der Schule verfolgte er unbeeinflusst von Modeerscheinungen seinen persönlichen Weg.
Mit seinem Bruder Heinrich unternahm er eine Studienreise nach Deutschland. Während zwei Wochen suchte er in Stuttgart Arbeit. Schliesslich fand er eine Anstellung beim grossen und berühmten Werbehaus Propaganda. Hier rahmte er Bilder, schuf Inserate und Werbeflugblätter. Dann setzten die beiden Brüder ihre Reise nach München fort. Hier besuchte er Kurse an der Akademie der Bildenden Künste. Nach Hamburg, wo er keine Arbeit fand, begab er sich nach Berlin. Er zeichnete während eines Jahres täglich Tiere im Zoo. Von hier aus besuchte er auch die Friesischen Inseln und Helgoland, begab sich auch nach Weimar, Jena und Eisenach. Schliesslich kam er in den Jahren seiner Studien nach Paris, wo er Kurse an der École des Beaux-Arts besuchte.
1923 kehrte Peikert nach Genf zurück, wo er für eine grosse Zeitschrift als Werbezeichner und Dekorateur tätig war. 1925 fand er eine Stelle bei Orell Füssli in Zürich, die ihn für die neu erscheinende Orell Füsslis illustrierte Wochenschau einstellte. Er gestaltete zahlreiche Titelseiten, Überschriften und Anzeigen. Hier schuf er erstmals Plakate. Das war damals das Genre mit dem höchsten Prestige im Grafikerberuf. 1927 eröffnete Peikert sein eigenes Atelier in Zug. Von Orell Füssli erhielt er weiterhin Aufträge, besonders für Plakate und Arbeiten im Zusammenhang mit der Wochenschau. Bald kamen auch die ersten Aufträge für den Tourismus in Graubünden. Ab 1928 erhielt er Aufträge von grossen Zürcher Geschäften wie z. B. dem Sporthaus Fritsch oder vom Haus Henkel.
1929 heiratete er die Niederländerin Henriette Koopman. Dieser Ehe entstammen zwei Kinder. In dieser Zeit entwarf Peikert Plakate, touristische Flugblätter und Broschüren, für dessen Gestaltung er seine Frau in die Komposition einbaute. Nach seiner Scheidung 1939 zog Peikert mit seinen beiden Kindern nach Lonay. 1945 übersiedelte er nach Vevey und heiratete Suzy Borboën aus Genf. Aus dieser Ehe ging eine Tochter hervor.
Nach den erfolgreichen Westschweizer Jahren kehrte er 1951 nach Zug zurück. Hier arbeitete er noch lange, insbesondere für Chocolat Villars. Peikert verstarb 1975 in Zug.

## Werk

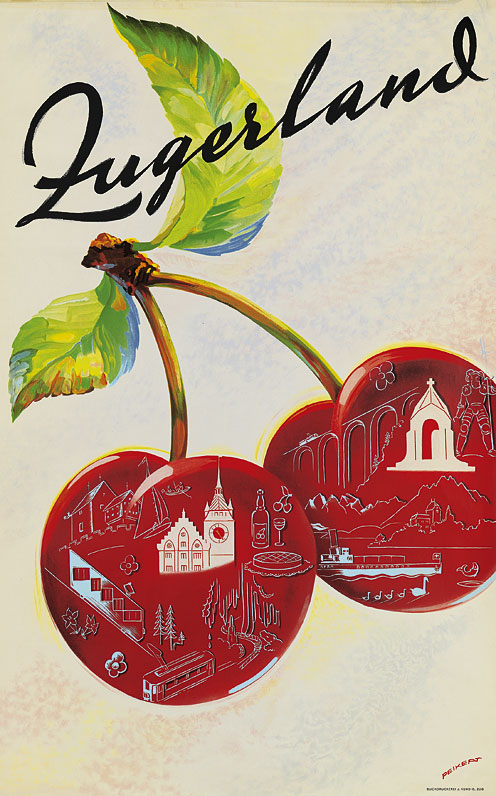
Zuger-Chriesi-Plakat, 1939

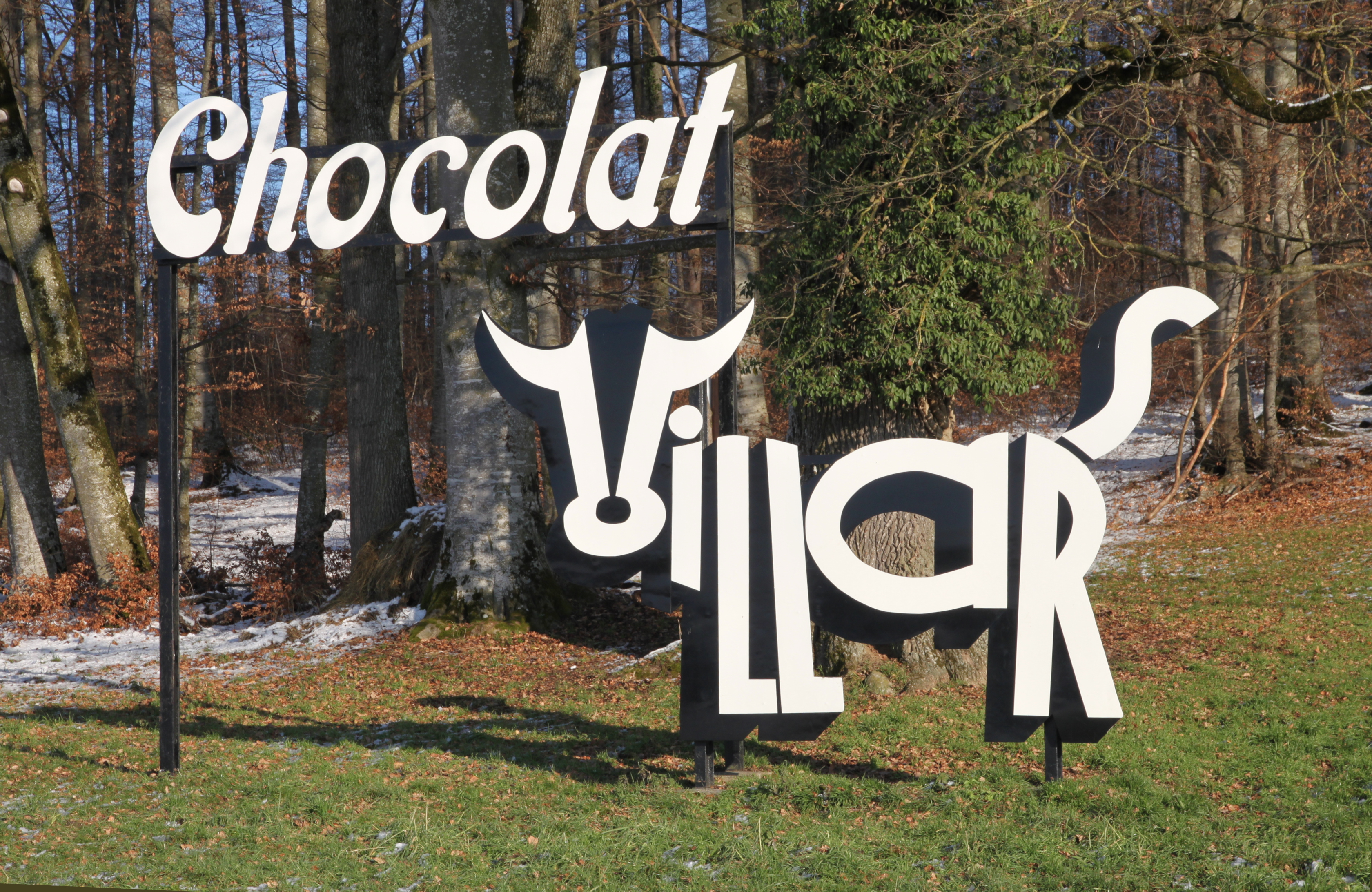
Villars-Kuh, erstmals 1928 erschienen

Peikert war ein vielseitiger Künstler. Er malte, illustrierte, zeichnete für die Werbung und schuf Plastiken. Die spektakulärste Facette seines bemerkenswerten Gesamtwerks waren wohl die Plakate. Seine ersten bedeutenden Werke entstanden im Rahmen seiner Tätigkeit für die Zeitschrift Wochenschau. Mehrere Jahre lang war er für den künstlerischen Aspekt des Magazins verantwortlich. Ein überlieferter Entwurf für ein Plakat für das Modehaus Seidenhaus Zürich stammt aus dem Jahr 1924. Zwar wurde dieser Entwurf offensichtlich nie als Plakat publiziert. Mit seiner komplexen Komposition und seiner gelungenen Zeichnung zeugt es für die Kunst von Peikert. Durch die Farbenwahl, die geometrische Verteilung der Elemente, die Bewegung der im Wind wehenden Kleider und die Eleganz der dargestellten Figur gelang es ihm, die Herbst- und Wintermode eindrücklich darzustellen.
Neben Plakaten für Pontresina, St. Moritz, Verbier, Crans-Montana und viele andere Tourismusdestinationen schuf Peikert auch Verpackungen, Etiketten und Markenzeichen. So schuf er für Chocolat Villars als Markenzeichen die Kuh, die schweizweit bekannt war und die es vereinzelt nach fast einem Jahrhundert im Freien noch zu sehen gibt.  Verpackungen für Schokoladen gestaltete er ebenfalls, wie die Larmes de kirsch von 1935 oder die sich an Comics anlehnenden Plakatentwürfe von 1960 für Villars. Viele qualitativ hochstehende Tourismusprospekte entstanden in seinem Atelier.
Dass man Martin Peikert zwar nicht kenne, aber mit seinen Plakaten doch vertraut sei, sagte der Direktor der Médiathèque Valais in Martigny anlässlich der Vernissage zu Jean-Jacques Girouds Publikation und gleichzeitigen Eröffnung der Ausstellung «Signé Martin Peikert» 2014. Tatsächlich war Peikert zu Lebzeiten kaum gefeiert. Keines seiner Werke erhielt in der Schweiz eine Auszeichnung, er nahm nur selten an Ausstellungen teil. Martin Peikert selbst sammelte seine Arbeiten nicht systematisch. Erst nach seinem Tod, besonders seit dem Jahr 2000, fanden seine Werke verstärkte Beachtung. Einige seiner Plakate für Ferienorte sind heute sehr gefragt und werden zu hohen Preisen gehandelt.

## Ausstellungen
- 1976: Ölbilder, Plakate und Entwürfe in der Ausstellung der Zuger Kunstgesellschaft im Theater im Burgbachkeller, Zug
- 1985: Arbeiten von Martin Peikert und Karl Bickel in der Plakat-Galerie der Migros-Klubschule Bern[9]
- 1914/15: «Signé Martin Peikert», Ausstellung in der Médiathèque Valais in Martigny[10]